# Ясуда (дзайбацу)
Ясуда (яп. 安田財閥) - дзайбацу, що існувала в Японії до закінчення Другої світової війни. Фінансовий конгломерат входив в четвірку найбільших дзайбацу Імператорської Японії та контролювався кланом Ясуда. Після капітуляції в 1945 був розформований окупаційною адміністрацією.

## Заснування
Ясуда Дзендзіро  переїхав в  Едо в 17 років і почав працювати в обмінній конторі . Розбагатів він на обміні паперових грошей на золото, коли уряд почав здійснювати такий .
У 1876-1880 відкрив два банки, а потім зайнявся страховим бізнесом  . Сьогодні все ще існує спадкоємиця цих зусиль - компанія Meiji Yasuda Life Insurance.

## У XX столітті
У 1913 банк Ясуда поглинув кілька дрібніших. Одержаний в результаті банк став найбільшим з усіх належних дзайбацу.
У 1921 засновник дзайбацу був убитий після того, як відмовився зробити пожертвування на користь націоналістів. Справи перейшли до його сина Дзенносуке Ясуда.
До 1928 за загальним капіталом Ясуда був третім конгломератом в країні, поступаючись лише групам  Міцуї і Міцубіші. У 1942, під час війни, глава дзайбацу Хадзіме Ясуда (1907-1991) оголосив про його консолідацію, що відповідало сподіванням японського уряду.

## Цікавий факт
- Йоко Оно походить з клану Ясуда.